# Im Siepen (Dönberg)
Im Siepen ist eine Ortslage im Norden der bergischen Großstadt Wuppertal.

## Lage und Beschreibung
Die Ortslage liegt im Süden des Wohnquartiers Dönberg im Stadtbezirk Uellendahl-Katernberg auf einer Höhe von 267 m ü. NHN an der Straße Am Langen Bruch südlich von In der Sonne. 
Weitere benachbarte Orte sind neben Dönberg die Höfe und Ortslagen Goldene Kothen, Am Neuen Haus, Langenbruch, Neuenbaum, Auf’m Hagen, Am Hartkopfshäuschen und das unmittelbar benachbarte Dauka.

## Geschichte
In der lokalen Mundart wurde der Ort auch als Passiepen bezeichnet.
Im 19. Jahrhundert gehörte Im Siepen zu den Außenortschaften der Bauerschaft und der Kirchengemeinde Dönberg in der Bürgermeisterei Hardenberg, die 1935 in Neviges umbenannt wurde. Damit gehörte es von 1816 bis 1861 zum Kreis Elberfeld und ab 1861 zum alten Kreis Mettmann. 
Der Ort ist auf der Topographischen Aufnahme der Rheinlande von 1824 als Siepen beschriftet, ebenfalls auf der Preußischen Uraufnahme von 1843 und dem Wuppertaler Stadtplan von 1930. In der aktuellen Deutschen Grundkarte heißt die Ortslage Im Siepen.
Südlich von Im Siepen verlief ein Kohlenweg von Sprockhövel nach Elberfeld, auf dem im ausgehenden 18. Jahrhundert und in der ersten Hälfte des 19. Jahrhunderts Steinkohle von den Zechen im südlichen Ruhrgebiet zu den Fabriken im Wuppertal transportiert wurde, das in dieser Zeit das industrielle Herz der Region war. Von dem Kohlenweg ist bei Im Siepen ein Hohlweg im Gelände erhalten.
Im Gemeindelexikon für die Provinz Rheinland von 1888 werden für Siepen ein Wohnhaus mit sechs Einwohnern angegeben.
Mit der Kommunalreform von 1929 wurde der südliche Teil Dönbergs von Neviges abgespalten und mit weiteren, außerhalb von Dönberg liegenden Nevigeser Ortschaften in die neu gegründete Stadt Wuppertal eingemeindet, so auch Im Siepen. Nördlich von Im Siepen verlief bis 1975 die Stadtgrenze zwischen Wuppertal und Neviges, südlich davon bis 1929 die von Neviges zu Elberfeld. Durch die nordrhein-westfälische Gebietsreform kam Neviges mit Beginn des Jahres 1975 zur Stadt Velbert und das restliche Dönberg wurde ebenfalls in Wuppertal eingemeindet. Dadurch verlor Im Siepen seine Grenzlage.